# طقس أمبروزي

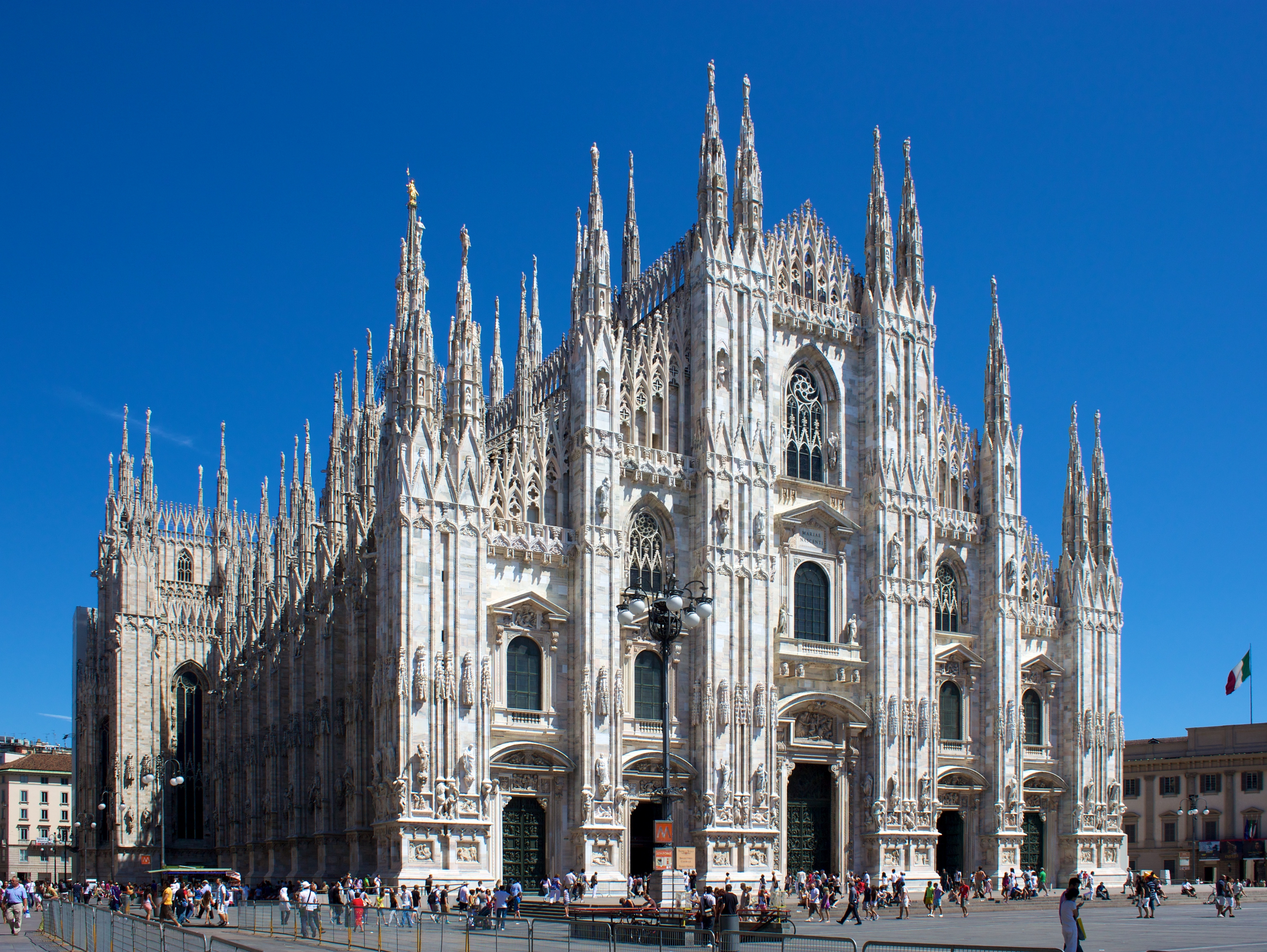
كاتدرائية ميلانو: ينتشر الطقس الأمبروزي بشكل خاص في مدينة ميلانو وضواحيها.

الطقس الأمبروزي (بالإيطالية:Rito ambrosiano) ويعرف أحيانًا باسم طقس ميلانو، وهو طقس ديني من تقاليد الكاثوليكية الغربية وسميّ على اسم أمبروز، وهو قديس حسب التقاليد المسيحية وأحد الرموز المؤثرة في تاريخ الكنيسة في مدينة ميلانو. يتبع طقوس التقليد الامبروزي حوالي خمسة ملايين كاثوليكي ويتواجد القسم الأعظم منهم داخل حدود أسقفية ميلانو وأعداد أقل في كانتون تيسينو السويسري.